# Некитайские династии в истории Китая
Некитайские династии в истории Китая, или династии-завоеватели — понятие современной историографии, используемое для описания многосоставности китайской политической культуры. При доминирующем китаецентризме классических источников по истории Китая, существование малых и больших периодов иностранного владычества на китайской территории составляет интересную проблему.
История «варварского присутствия в Китае» начинается с доимперского периода. Создание некитайских государственных образований начинается с севера, где климатические условия позволяют наибольшую мобильность (кочевое хозяйство), а рельеф не препятствует вторжениям.

## Ранние
- Ранняя Цинь 前秦, г-во кочевников ди, 351—395
- Северная Вэй 北魏, 386—534: заслуга династии тоба в объединении северных территорий, предвосхитившем эпоху имперского единства Суй-Тан

## пост-Тан
- Поздняя Тан 後唐, 923—936, г-во тюрков-шато: основатель Ли Кэюн 李克用, танский цзедуши.
- Ляо 遼朝, 907—1125, г-во киданей
- Династия Цзинь 金朝, 1115—1234, г-во чжурчжэней
- Си Ся 西夏, 1038—1227, г-во тангутов

## Всекитайское завоевание
- Юань, 1271—1368. Монгольская династия, свержение которой вернуло Китай в подчинение императорскому дому ханьского происхождения.
- Цин, 1644—1911. Маньчжурская династия, позиционировавшая себя наследницей как монгольского завоевания, так и лучших конфуцианских традиций Китая.